# العلاقات السلوفينية الكورية الجنوبية
العلاقات السلوفينية الكورية الجنوبية هي العلاقات الثنائية التي تجمع بين سلوفينيا وكوريا الجنوبية.

## مقارنة بين البلدين
هذه مقارنة عامة ومرجعية للدولتين:
| وجه المقارنة                                              | سلوفينيا                                                      | كوريا الجنوبية                                                          |
| --------------------------------------------------------- | ------------------------------------------------------------- | ----------------------------------------------------------------------- |
| المساحة (كم2)                                             | 20.27 ألف                                                     | 100.30 ألف                                                              |
| عدد السكان (نسمة)                                         | 2.07 مليون                                                    | 51.47 مليون                                                             |
| الكثافة السكانية (ن./كم²)                                 | 102.12                                                        | 513.16                                                                  |
| العاصمة                                                   | ليوبليانا                                                     | سول                                                                     |
| اللغة الرسمية                                             | اللغة السلوفينية، اللغة الإيطالية، لغة مجرية                  | اللغة الكورية                                                           |
| العملة                                                    | يورو، تولار سلوفيني                                           | وون كوري جنوبي                                                          |
| الناتج المحلي الإجمالي (بليون دولار)                      | 48.77 مليار                                                   | 1.53 تريليون                                                            |
| الناتج المحلي الإجمالي (تعادل القوة الشرائية) بليون دولار | 66.01 مليار                                                   | 1.75 تريليون                                                            |
| الناتج المحلي الإجمالي الاسمي للفرد دولار أمريكي          | 20.73 ألف                                                     | 27.22 ألف                                                               |
| الناتج المحلي الإجمالي للفرد دولار أمريكي                 | 30.40 ألف                                                     |                                                                         |
| مؤشر التنمية البشرية                                      | 0.880                                                         | 0.901                                                                   |
| رمز المكالمات الدولي                                      | +386                                                          | +82                                                                     |
| رمز الإنترنت                                              | .si                                                           | .kr                                                                     |
| المنطقة الزمنية                                           | توقيت وسط أوروبا، ت ع م+01:00، ت ع م+02:00، أوروبا/ليوبليانا ‏ | توقيت كوريا الجنوبية، ت ع م+09:00، آسيا/سيول ‏، ت ع م+08:00، ت ع م+08:30 |

## منظمات دولية مشتركة
يشترك البلدان في عضوية مجموعة من المنظمات الدولية، منها:
| علم المنظمة | اسم المنظمة                               | تاريخ انضمام سلوفينيا | تاريخ انضمام كوريا الجنوبية |
| ----------- | ----------------------------------------- | --------------------- | --------------------------- |
|             | مؤسسة التمويل الدولية                     | 25 فبراير 1993        | 16 مارس 1964                |
|             | مجموعة أستراليا                           | 2004                  | 1996                        |
|             | يونسكو                                    | 27 مايو 1992          | 14 يونيو 1950               |
|             | مجموعة الموردين النوويين                  | ?                     | ?                           |
|             | مؤسسة التنمية الدولية                     | 25 فبراير 1993        | 18 مايو 1961                |
|             | منظمة التعاون الاقتصادي والتنمية          | ?                     | 12 ديسمبر 1996              |
|             | المركز الدولي لتسوية المنازعات الاستشارية | 6 أبريل 1994          | 23 مارس 1967                |
|             | وكالة ضمان الاستثمار متعدد الأطراف        | 19 مارس 1993          | 12 أبريل 1988               |
|             | منظمة حظر الأسلحة الكيميائية              | ?                     | ?                           |
|             | الأمم المتحدة                             | 22 مايو 1992          | 17 سبتمبر 1991              |
|             | منظمة الشرطة الجنائية الدولية             | ?                     | ?                           |
|             | البنك الدولي للإنشاء والتعمير             | 25 فبراير 1993        | 26 أغسطس 1955               |
|             | الفريق المعني برصد الأرض                  | ?                     | ?                           |
|             | الاتحاد البريدي العالمي                   | ?                     | ?                           |
|             | منظمة التجارة العالمية                    | ?                     | ?                           |
|             | المنظمة الهيدروغرافية الدولية             | ?                     | ?                           |

## أعلام
هذه قائمة لبعض الشخصيات التي تربطها علاقات بالبلدين:
- بان كي مون (12 نوفمبر 1953[21] – )

## وصلات خارجية
- موقع وزارة الخارجية السلوفينية
- موقع وزارة الخارجية الكورية الجنوبية